# Euphorbia chamaesyce
Euphorbia chamaesyce é uma espécie de planta com flor pertencente à família Euphorbiaceae. 

## Taxonomia
Anteriormente foi classificada como parte do gênero Chamaesyce, até estudos morfológicos reclassificarem o grupo como parte integrante do gênero Euphorbia.
A autoridade científica da espécie enquanto Chamaesyce era (L.) Prokh., tendo sido publicada em Consp. Syst. Tithymalus As. Med. 15: 19. 1933.

## Portugal
É uma espécie presente em Portugal Continental. Nativa da região, a espécie não se encontra protegida por legislação portuguesa ou da Comunidade Europeia.[carece de fontes?]